# Mireia Barrera
Mireia Barrera   (Terrassa, 1967) és una directora de cor catalana. Va estudiar al Conservatori Municipal de Música de Barcelona i a Namur (Bèlgica). Des del 1993 fins a l'agost del 2019 va dirigir el Cor Madrigal. De 2005 a 2010 va ser directora del Cor Nacional d'Espanya. El 2014 obtengué el Premi Nacional de Cultura «per la seva lluita en la innovació musical mitjançant la introducció de l'obra de compositors contemporanis en els cors que ha dirigit».